# Hvar (település)
Hvar (ča nyelvjárásban: Hvor, vagy For, ógörögül: Párosz, latinul: Pharina, olaszul: Lesina) város és község Horvátországban, Split-Dalmácia megyében, Hvar sziget legnépesebb települése és legfontosabb kikötője. A Hvar-Brač-Visi egyházmegye püspöki székvárosa.

## Fekvése
A Hvar sziget délnyugati részének egyik öblében található. A várost a tengerből meredeken emelkedő karsztos domboldalak övezik. A sziklák anyaga főként porózus mészkő és dolomit, így a talajvíz csak szűkösen áll rendelkezésre. Ezen a kies vidéken csak kevés mezőgazdasági kultúra képes a fejlődésre, mint az olajfa, a szőlő, a levendula és a rozmaring. A szigeten végighúzódó hegyvonulat mintegy gátat képez Hvar és az északi részen fekvő települések  között. Az elmúlt századokban ez az út órákat vett igénybe. A Hvar és Stari Grad közötti úton 2000-ben megnyílt alagút ezt az időt töredékére rövidíti. A tengerpart általában meredek és tagolt, kisméretű kavicsos öblökkel. A hvari kikötő bejáratánál fekvő Pakleni- és Galešnik-szigetek védett természetvédelmi területek.

## A község települései
A községhez Hvar városán kívül Brusje, Malo Grablje, Milna, Sveta Nedjelja, Velo Grablje és Zaraće települések tartoznak.

## Története
Hvar története a régmúltban gyökerezik. Ezt bizonyítják a Grapčeva- és a Markova-barlang leletei, melyek közül a legrégebbiek az i. e. 3500 körüli időből származnak. A helyi történelem előtti kultúra, melyet hvari kultúrának neveznek az i. e. 3500 és 2500 közötti időben virágzott. A sziget írott története i. e. 385-től kezdődik, amikor az Égei-tengeri Párosz szigetéről érkezett görög telepesek a mai Stari Grad területén megalapították első kolóniájukat. Ennek szülőföldjük után a Pharosz nevet adták. A kolóniát azonban nem sokkal alapítása után megtámadták a sziget őslakosai. A görögök a mai Lezha helyén állt Lissosra menekültek, mely akkor I. Dionüsziosz szürakuszai türannosz uralma alatt állt, majd az ottani hajóhaddal tértek vissza és kivívták a győzelmet. Ez volt az első ismert tengeri csata, melyet az Adriai-tengeren vívtak. Párosz kolóniája egészen i. e. 235-ig virágzott, ekkor az illírek országának, Illíriának része lett. Néhány történész feltételezi, hogy a mai Hvar városának helyén is illír település volt, mely a hegy lejtőitől a mai városi térig terjedt, a hegy tetején pedig illír erődítmény állt. I. e. 229-ben az első római–illír háború során a szigetet a rómaiak foglalták el, és szövetségesüket, a korábbi illír hadvezért, Pharoszi Démétrioszt tették meg helytartónak. A szövetség azonban nem tartott sokáig, ezért i. e. 219-ben rómaiak megindították ellene a második római–illír háborút. Démétriosz a vereség után V. Philipposz makedón királyhoz menekült. A sziget Pharosz városával ezután Illyricum római tartomány része volt. Az egykori kis öböl mentén, mely a mai székesegyházig ért, kisebb római település és kikötő létesült. A Hvar helyén állt ókori Lesna a 6. századra a Bizánci Birodalom fontos dalmáciai tengeri katonai állomáshelye lett. A város tulajdonképpen a mai városi tér területén feküdt, melynek déli oldalán erődítmény állt, a 7. században azonban kihalt. Területe ezután évszázadokig lakatlan volt. Az egyetlen itt létező épület a székesegyház helyén állt bencés kolostor volt.
Bíborbanszületett Konstantin császár szerint Hvar a 10. században a neretvánok kenézségének része volt. A 11. században a neretvánok területeivel együtt a középkori Horvát Királyság részét képezte. Ezután felváltva hol a horvát-magyar királyok, hol a bizánci császárok, hol a velenceiek uralma alatt volt. 1147-ben Stari Grad székhellyel megalapították a hvari püspökséget. 1180-ban I. Manuél bizánci császár halála után ismét III. Béla magyar király uralma alá került. A magyarok ütőképes hajóhad híján azonban nem tudták tartósan megvédeni államuk tengermelléki részeit. Mivel az uszkók kalózok a velenceiekkel vívott csatározásaik során lényegében megszüntették a helyi kereskedelmet a dalmát városok Velencéhez fordultak oltalomért. Követve a szomszédos városok példáját 1278 februárjában a hvariak is a velencei uralom mellett döntöttek. A velencei hatóságok ekkor a sziget fővárosát, egyúttal a püspökség székhelyét Stari Gradról Hvarra helyezték át, mely ezután kedvező fekvése miatt a köztársaság egyik legfontosabb városa lett. A 14. század közepén Hvar újra a horvát-magyar királyok uralma alá került. I. Lajos magyar király halála után azonban utódlási harcok törtek ki Luxemburgi Zsigmond, a bosnyák Tvrtko és László nápolyi király között. 1403-ban Zárában az utóbbit koronázták horvát királlyá, aki végül belátta a további háborúskodás hiábavalóságát. 1409-ben Dalmáciát egyszerűen eladta a Velencei Köztársaságnak. 1420-ig a dalmát városok egymás után ismerték el a velencei fennhatóságot. A velencei uralom évszázadai alatt Hvar jelentős kereskedelmi központtá vált. Ekkor alakult ki a ma is ismert városkép és nagy volt a kulturális fejlődés is. Számos költő, író, történetíró és teológus élt és dolgozott a városban, de kulturális téren kétségkívül a legfontosabb a városi színház 1612-es megalapítása volt.
1510. február 6-án csoda történt Hvaron. Egy kis fakereszt vérezni kezdett. Ez az esemény vezetett a „Za križen” éjszakai körmenet hagyományához, melyet a város évszázadokig minden nagycsütörtökön megtartott. 1510-ben Matij Ivanić vezetésével felkelés tört ki a szigeten a velencei uralom ellen, mely négy évig tartott és visszavetette a sziget gazdasági és kulturális fejlődését. A felkelésnek a Bolnál összegyűjtött velencei seregek vetettek véget. A következő évtizedekben Hvar Dalmácia egyik leggazdagabb és legnépesebb városává fejlődött. 1571. augusztus 19-én a török flotta intézett támadást a város ellen. 73 török hajó bukkant fel Hvar előtt, majd a törökök felgyújtották a várost mely szinte teljesen leégett. A tűznek áldozatul estek a templomok, a kolostorok, az arzenál, a kormányzói palota, a kancellária, a levéltár és a legtöbb lakóház. A tűzvész után néhány hónappal 1572 elején pestisjárvány tört ki a városban, melynek a lakosság kétharmada áldozatul esett. Ezzel még nem ért véget a szerencsétlenségek sorozata. 1579. októberének első napjaiban a kora reggeli órákban villám csapott a várban levő lőszerraktárba. A hatalmas robbanás szétvetette a vár épületeit nagy köveket, fagerendákat és emberi maradványokat szórva a városra. A legtöbb lakóház és középület megsemmisült, vagy súlyosan megrongálódott. A 16. század végére Hvar kiheverte a sorscsapásokat és újra sikeres várossá lett. Amíg a 17. század közepén a dalmát partokon a kandiai háború dühöngött a város viszonylagos békében élhetett. A menekültek áradata lakosságának további növekedéséhez vezetett.
A 18. században Velence egyre jobban elveszítette a nyugati világgal vívott gazdasági küzdelmet, mely a dalmát városok, így Hvar fokozatos hanyatlásához is vezetett. A város fejlődésére a végső csapást a velencei flotta Cattaroba való áthelyezése jelentette. Hvar a hanyatló Dalmácia átlagos városa lett. A velencei uralomnak 1797-ben vége szakadt és osztrák csapatok vonultak be Dalmáciába. 1806-ban a sziget az osztrákokat legyőző franciák uralma alá került, de Napóleon lipcsei veresége után újra az osztrákoké lett. Az osztrák uralom idején a város alig fejlődött. 1858-ban az egykori kolostor épületében megalapították a meteorológiai állomást, ahol ma is működik. Ez volt az ország első meteorológiai állomása. 1868-ban itt alapították meg Európa első turisztikai egyesületét. 1900-ban az egykori kormányzói palota alapjain felépült az Erzsébet királyné szálloda. 1918-ban az új szerb-horvát-szlovén állam, majd később Jugoszlávia része lett. 1941 és 1945 között névleg a Független Horvát Állam része volt, ténylegesen azonban olasz, majd német megszállás alatt volt. A háború után a szocialista Jugoszláviához tartozott. Ebben az időszakban épült ki a vízvezetékrendszer, a csatorna, megépült néhány szálloda és a város minden szempontból fejlődött. A település 1991 óta a független Horvátország része. A délszláv háború idején nem érte támadás és számos menekültnek nyújtott menedéket. 2011-ben 3738 lakosa volt, akik főként a turizmusból éltek.

## Népesség

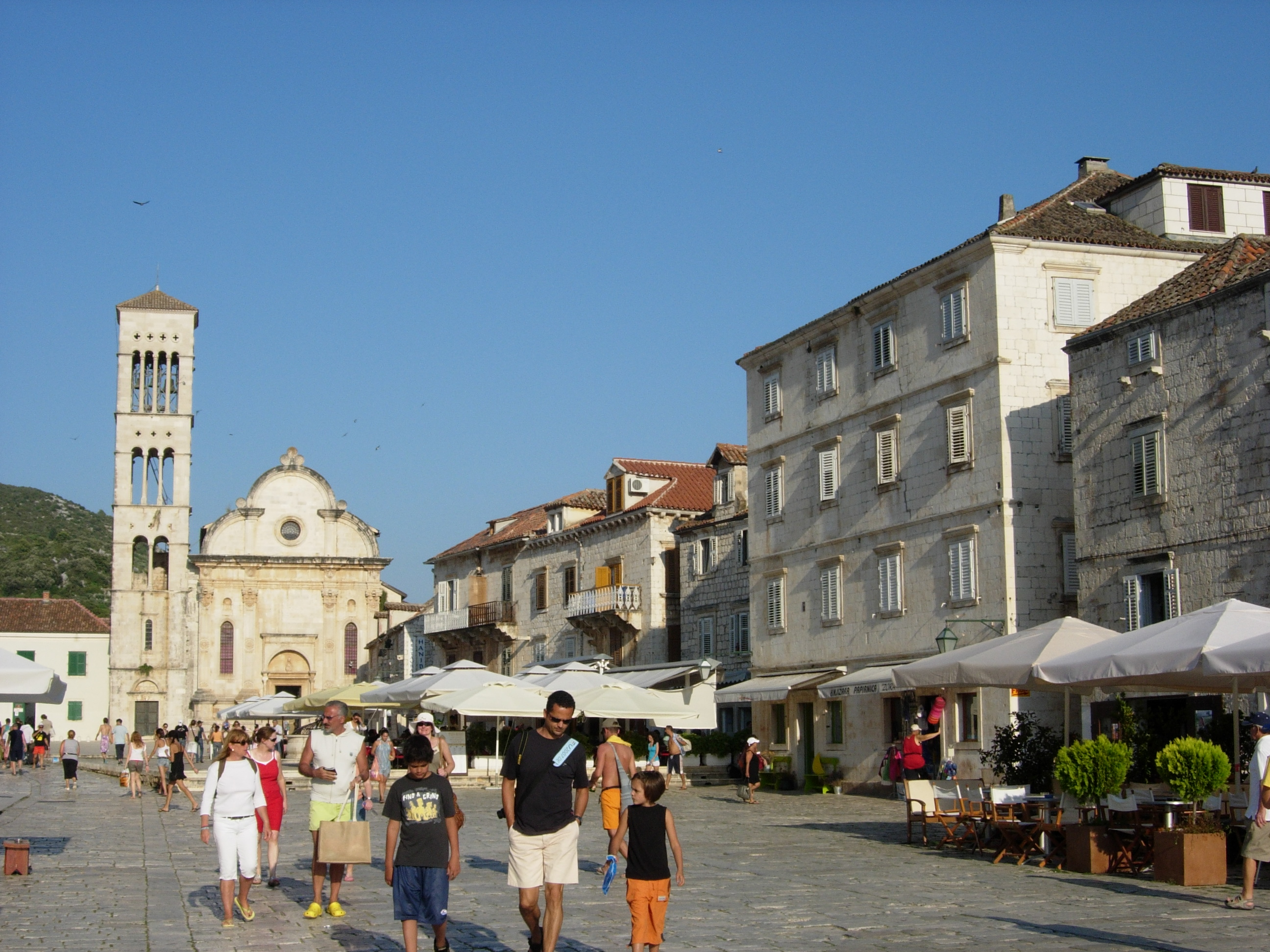
A Szent István székesegyház

| Lakosság változása | Lakosság változása | Lakosság változása | Lakosság változása | Lakosság változása | Lakosság változása | Lakosság változása | Lakosság változása | Lakosság változása | Lakosság változása | Lakosság változása | Lakosság változása | Lakosság változása | Lakosság változása | Lakosság változása | Lakosság változása |
| ------------------ | ------------------ | ------------------ | ------------------ | ------------------ | ------------------ | ------------------ | ------------------ | ------------------ | ------------------ | ------------------ | ------------------ | ------------------ | ------------------ | ------------------ | ------------------ |
| 1857               | 1869               | 1880               | 1890               | 1900               | 1910               | 1921               | 1931               | 1948               | 1953               | 1961               | 1971               | 1981               | 1991               | 2001               | 2011               |
| 1.904              | 1.930              | 1.864              | 1.929              | 2.039              | 1.970              | 2.050              | 1.820              | 1.588              | 1.770              | 1.877              | 2.467              | 3.153              | 3.643              | 3.672              | 3.738              |

## Nevezetességei
- A kikötő sarkában található a 15. századi gályakikötő a Mandarac.[5] Mellette egy félköríves kapunyílású épület, az egykori arzenál, mely a hvari gályák egykori dokkja volt. Vizére úszott be a leszerelt árbócú hajó telelésre vagy javításra. 1571-ben felgyújtotta a török, mai formáját az 1611-es újjáépítés során kapta. 1612-ben medencéjét feltöltötték és ezután gabonaraktárként használták. Innen ered ma is használt neve: Fontik (magtár).
- Az arzenál második szintjén működik a Hvar kultúréletében oly jelentős színház,[6] amely 1803. évi formájában látható. Bejárata felett az építés idejét jelző „ANNO SECVNDO PACIS MDCXII.” felirat olvasható. Mai neobarokk formáját a 19. század közepén kapta. A színpadon egy háromszáz éves kulissza, a korabeli Hvar képével. Előcsarnokában kis múzeum van, a modern festők hvari témájú képeivel, és itt őrzik a lepantói csatában megcsáklyázott török gálya sárkányos orrdíszét is. Fennmaradt két, 1819-ből származó nagyméretű freskója is, melyeket 1900 körül restauráltak. Jelentőségét az adja, hogy ez volt Európa első nyilvános színháza.
- A fontikhoz csatlakozik a Trg sv. Stjepana, vagy Pjaca, 4500 négyzetméteres területével a legterjedelmesebb dalmáciai városközpont, amelynek helyén valaha egy mély tengerág volt, később pedig a két városi erőd a Groda és a Burgo közötti területet képezte. Az évszázadok során folyamatosan töltötték fel, míg a 15. századra el nem nyerte mai méreteit. A tér bal oldalán emelkednek a régebbi polgár- és patríciusváros falai, míg az öböl jobb oldalán a hajókikötő feletti dombon a szegények Glavica nevű városrésze terül el. A tér közepén 1529-ből való oroszlános ciszternakút áll, hátterében a reneszánsz székesegyházzal. A teret 1780-ban kővel burkolták. A városfalon a tér felé két kapu nyílik. A nyugati monumentális gótikus kapu a Porta Maestra, vagy Glavna vrata, a másik a Porta del datallo, vagy Palmina vrata, melyet a 16. században Porta del mercatonak, vagy Tržnična vratának neveztek.

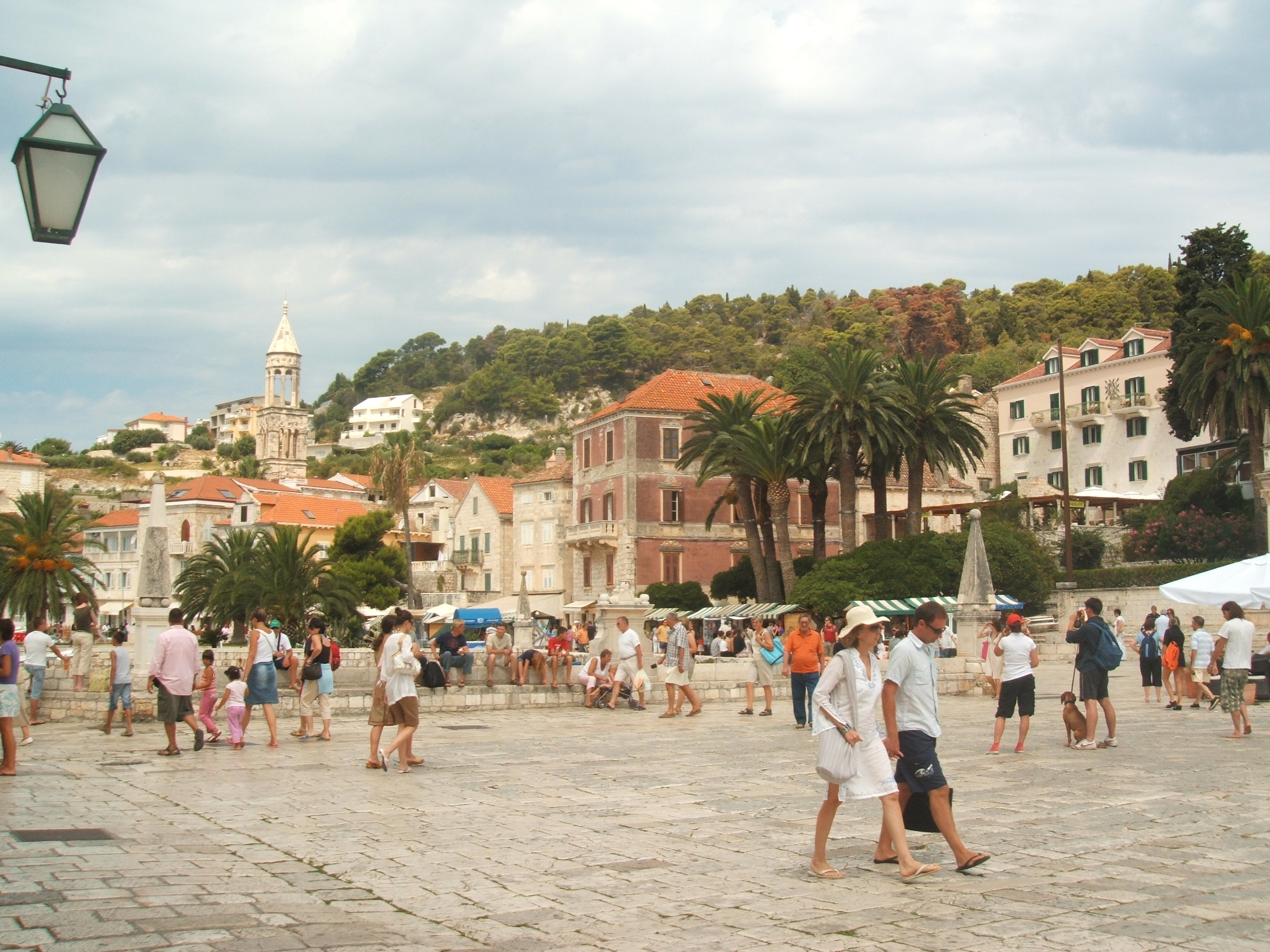
Hvar főtere

- Szent István pápa tiszteletére szentelt székesegyháza[7] helyén egy a 12. században épített kora román stílusú templom állt, melynek nyoma sem maradt. A 14. században gótikus stílusban építették át, melyből fennmaradt a főhajó és a később bővített szentély közötti, ma kórusként szolgáló gótikus boltozat. A templomot a 15. század elején a feljegyzések szerint korčulai mesterek újra átépítették. Ekkor készült a hajó bővítménye. Az egyhajós gótikus templomhoz új oszlopokkal elválasztott gótikus-reneszánsz hajót építettek oldalkápolnákkal. Az épület az 1571-es török támadásban súlyos károkat szenvedett, valószínűleg legnagyobb része leégett. 1579-ben Augustin Valier veronai püspök meglátogatta a templomot és feljegyzése szerint már ekkor elkezdődött a mai székesegyház kialakítása, mely egészen a 18. századig tartott. Ennek során alakult ki a mai háromhajós épület, melyhez új reneszánsz-barokk homlokzat és apszis épült. Az ekkor épített Szent kereszt kápolnában helyezték el a csodatevő gótikus kis feszületet, mely 1510. február 6-án vért ontott. A székesegyházat 1706-ban ugyan felszentelték, de ekkor még korántsem volt készen. A homlokzatot csak 1755-ben, az apszist pedig 1756-ban fejezték be. A székesegyház mellett található a püspöki palota épülete.
- A székesegyház mellett karcsú harangtorony áll, melyet az 1530-as években kezdtek építeni Marko és Nikola Karlić korčulai mesterek. Az építés befejezése 1549-ig váratott magára. Érdekessége, hogy az alsó szint monoforámás ablakai felfelé haladva egyre több osztatúak lesznek és legfelül már kvadriforámásak. A torony lábazatában reneszánsz kapu van kialakítva, melyen keresztül egyenesen a székesegyház északi hajójába lehet bejutni. Mintájául valószínűleg a hvari ferences templom harangtornya szolgált, mely ugyancsak korčulai mesterek munkája.
- A városi loggiát már 1289-ben említik.[8] Ez az első ilyen jellegű épület az országban, mely ma is ugyanazon a helyen áll. A mai loggiát Viktor Diedo idejében 1515 és 1517 között építették, ezért Diedo-loggiának is nevezik. 1571-ben ez is leégett. Mai formáját a balusztrádokon nyugvó oszlopokkal a 17. századi újjáépítés során kapta. Az elegáns homlokzat Tripun Bokanić mester munkája. A velencei uralom idején itt voltak a nyilvános bírósági tárgyalások és árverések is. Később kávéházként, olvasókörként is működött és itt volt a horvát irodalmi elit találkozóhelye is.
- A főtér bal oldalán nyílik a városkapu, melyen belül áll a romos, gótikus stílusú Hektorović palota. A palotát 1463-ban építették egy a 14. század végén épült kora gótikus templom helyén a déli városfal mellé. Homlokzatát monoforámák és triforámák tagolják. Az építés feltétele az volt, hogy az utcai bejárata nem lehet zárva. A család tagjai közül többen töltöttek be jelentős városi tisztségeket. Az épület több mint 500 évig állt befejezetlenül. Alatta a sikátorban található a 15. századi Szent Kozma és Damján templom.[9]
- A Szűz Mária tiszteletére szentelt ferences templom és rendház[10] – az előző Szent Kereszt templomocska helyén fogadalmi templomként épült a 15. században. A főbejárat lunettájában Nikola Firentinac Szűz Mária gyermekével 1465 és 1471 között készített szobrát helyezték el. 1536-ban az északi hajót és a reneszánsz Szent Kereszt kápolnát építették hozzá. A 16. században készültek az oltárok, a kórus a reneszánsz feszülettel és Hanibal Lucić horvát költő sírja. A templom múzeumába a bejárat a kerengőből vezet. A múzeum egyik értéke az „Az utolsó vacsora” című kép, melyet Roselli olasz festőnek tulajdonítanak. A festő a fennmaradt hagyomány szerint betegen, pénz nélkül érkezett a barátokhoz, s hálából készítette a képet, amelyen állítólag a koldus képében önmagát festette meg. Más forrás szerint viszont (lásd a horvát Wikipédia cikke) a kép Matteo Ponzoni műve. A kolostornak könyvtára és muzeális gyűjteménye van.

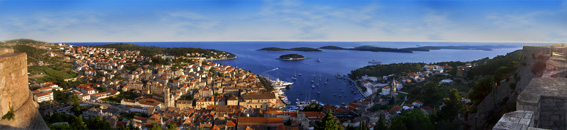
Hvar látképe

- Az óratorony (Leroj) eredetileg a város védelmi rendszerének része volt. Ahhoz a kormányzói palotához tartozott, melyet a Palace szálloda építésekor a két világháború között bontottak le. Az órát 1466-ban Venier kormányzó szereltette a toronyba. A harang, melyet a tetején látni 1564-ben készült és vallási motívumok díszítik.
- A velencei hatóságok építtették 1561-ben a Szent Venerande templomot a görögkatolikus vallású velencei tengerészek számára. A görögkatolikus oltár mellett 1685-ben egy római katolikus oltárt is szenteltek Szent Ferenc tiszteletére. 1807-ben az oroszok támadása következtében megsérült. 1811-ben a mellette álló kolostorral együtt a franciák erőddé alakították át. A 19. század közepén a neves természettudós Grgur Bačić vásárolta meg és 1858-ban itt alapította meg az első horvát meteorológiai állomást.
- A gótikus-reneszánsz Angyali üdvözlet templomot a 14. században említik először. Jelentős szerepet játszott az 1510-es felkelésben, amikor itt volt a felkelők fő támaszpontja. A közeli utcában esküdtek fel a felkelők az összes hvari nemes megölésére és a legenda szerint ezért vérzett a Bevilaqua-házban a fakereszt február 6-án. A kapuzat reneszánsz lunettájában az angyali üdvözlet Nikola Fiorentinac stílusának hatására alkotott ábrázolása látható. A 17. század közepén a templom a ma is aktív Szent Kereszt testvériség székhelye lett.
- A késő gótikus Szentlélek templomot[11] a Szentlélek testvériség építtette a 15. század végén a 14. századi kisebb templom helyén. Felszentelése 1494-ben történt. Harangtornyában Hvar legrégebben, 1487-ben öntött harangja található. A francia uralom idején a testvériséget megszüntették. Ezután helyét az 1861-ben alapított Szent Miklós testvériség vette át. Berendezéséből említésre méltó Padovano oltárképe, mely Mária bemutatását ábrázolja.
- A Tenger csillaga templomot[12] a régi Szent József templom helyén hazai mesterek építették a 19. század elején. A francia megszállás idején elveszítette szakrális szerepét és raktárként használták. Később újra felszentelték. Reneszánsz és barokk stílusjegyeket visel, félköríves oromzatú homlokzattal. Márvány oltárán a Vigasztaló Szűzanya szobra áll, melyet az ágoston rendiek templomából hoztak át.
- A város erődjét a Forticát[13] 1278 után kezdték építeni, miután a sziget velencei uralom alá került. Az erőd a városfalakkal együtt egy védelmi rendszert alkotott. 1551-ben a régi erőd helyére újat építettek. 1571-ben a török támadás során a lakosság itt lelt menedéket a támadók elől. 1579-ben egy hatalmas robbanásban súlyosan megrongálódott, miután a lőporraktárba villám csapott. A 17. század elején helyreállították és barokk védőbástyákkal erősítették meg. Az utolsó építés Mária Terézia idejében 1775 és 1776 között történt, ma amfora gyűjtemény látható benne.
- A városfalak[14] a város északi részét ölelik körül és a Fortica erődjéhez csatlakoznak. Építésük a 13. században kezdődött, mai formájukat a 14. és 15. században kapták. A falak tetejükön pártázatosak és körbe több helyen négyszögletes tornyokkal vannak megerősítve. Már a 16. században egy részüket lebontották a város terjeszkedése miatt. A keleti kaput hivatalosan Porta Badoernek nevezik, de a helyiek "Gradno vrotá"nak (tulajdonképpen Gradska vrata, azaz városkapu) nevezik. Az elnevezés onnan származik, hogy ez az egy kapu vezet a városon kívülre, míg a többi a város különböző részeivel van összeköttetésben.
- A Szent Miklós templom[15] a 14. század végén, vagy a 15. század elején épült a korábbi ágoston rendi kolostor helyén gótikus stílusban. A rendet 1787-ben megszüntették, a templom és a kolostor épületeit a francia uralom idején lebontották. Fennmaradt a templom szentélye, melyet a Fájdalmas Szűzanya tiszteletére szentelt kápolnává építettek át. 1849-ben itt jelölték ki a városi temető helyét. A temető háromszög oromzatú nyugati bejáratánál vaskapu található az 1879-es évszámmal.
- A Szent Márk templom[16] és kolostor első említése 1312-ben történt, mai maradványai a 16. és 17. századból származnak. Itt tartotta 1525-ben a domonkos rendi szerzetes és történész Vinko Pribojević híres beszédét a szlávok eredetéről és történelméről. Az egykor háromhajós templomban horvát családoknak a 15. és 18. század közötti síremlékei találhatók. Az épületegyüttes 1811-ben a francia uralom idején semmisült meg, apszisát a 19. század végén kápolnának alakították át.
- Az alsó Paladini-palotát[17] a 15. század végén építette Nikola Paladini velencei flottaparancsnok gótikus stílusban. Mai formáját a 19. századi átépítés során kapta.
- A bencés kolostor 1664 óta áll a mai helyén. Eredetileg a horvát költő Hanibal Lucić tulajdonában volt, akinek özvegye 1591-ben hagyta a bencések rendjére. A kolostor mellett áll a Remete Szent Antal és Keresztelő Szent János tiszteletére szentelt 17. századi barokk templom.[18] A kolostornak művészeti-, csipke- és kaktuszgyűjteménye van, melyet a szerzetesek a 19. század óta gyűjtöttek. Az UNESCO nem agyagi világörökség részét képezi.
- A Hvar-sziget északi oldalán, a védett Vira-öbölben húsz halomsír található – kisebb-nagyobb tumulusok. A feltárt halmok egy részéről kiderült, hogy temetkezés nélküli volt, mert üres négyszögletes sírokat találtak bennük, míg egyesekben a sírokat kőlapokból építették ki és egy nagy kőlappal borították. Megtalálták az eltemetett és elhamvasztott elhunytakat, valamint a bronzkorból származó edényeket és bronz tárgyakat. A Vira-öbölben található kikötő kedvező fekvésével lerövidítette a vízi utat Hvar, Brač és a szárazföld települései között. E kikötő fontosságát a késő ókorban a 4. századi pénzek itt megtalált sokasága bizonyítja.[19]
- A Hvarhoz tartozó Sveti Klement-sziget Soline-öblében római villa maradványai találhatók, mely a késő hellén és római kor legreprezentatívabb épülete volt Hvar tágabb körzetében.[20]

## Kultúra
- Hvar a horvát reneszánsz irodalom egyik központja, a négy irodalmi kör egyikének alkotóhelye volt. Olyan neves horvát írók alkottak itt mint Hanibal Lucić, az első horvát történelmi dráma a "Robinja" írója, Petar Hektorović az első olyan horvát verses mű szerzője, mely valódi és nem allegorikus utazásról szól, vagy Mikša Pelegrinović a "Jeđupke", az első fennmaradt horvát maszkeráta (zenés-táncos álarcosbál) szerzője.
- Hvaron minden évben megrendezik a Horvát színházi napokat (Dani Hvarskog kazališta) egy irodalomtudományi és színházi eseményt. További kulturális események a Spliti irodalmi kör, a Horvát népszínház és a Hvar város polgársága rendezvény.
- A településen helytörténeti múzeum működik.

## Oktatás
A településen alapiskola és középiskola is működik. A város középiskolája turisztikai és vendéglátás, pincér és szakács szakok mellett általános gimnáziumi képzést is biztosít.

## Híres emberek
Hvaron született, vagy innen származó személyek:
- Jakov Boglić történész
- Matija Botteri természettudós, ornitológus
- Grgur Bučić természettudós
- Marin Carić színházi rendező
- Niko Duboković Nadalini történész, levéltáros, múzeumalapító
- Petar Hektorović (1487 – 1572) horvát író
- Ivan Kasandrić történész, publicista
- Petar Kasandrić irodalomtörténész, újságíró
- Kuzma Kovačić szobrászművész
- Hanibal Lucić (1485 – 1553) horvát író
- Jerko Machiedo orvos, politikus
- Božidar Novak újságíró, politikus
- Gabi Novak énekesnő
- Grga Novak (1888 – 1978) történész, régész
- Ivan Parožić költő
- Slobodan Prosperov Novak író
- Mikša Pelegrinović (1500 – 1562) horvát író
- Vinko Pribojević történész, ideológus
- Tonko Šoljan akadémikus, ichthiológus
- Ivan Vučetić (Juan Vucetich, 1858 – 1925) antropológus, kriminológus, a daktiloszkópia fejlesztője
- Veljko Vučetić író

## Galéria
- A Szent István pápa tér
- Az Arzenál épülete
- A városfal részlete
- A ferences templom és kolostor
- A Fortica látképe
- Amfora kiállítás a Forticában
- A városi loggia
- A Szentlélek templom
- Tengerparti sétány
- Esti pamoráma
- A „Za križen” körmenet
- Kikötői látkép

## Fordítás
Ez a szócikk részben vagy egészben  a   Hvar (grad) című horvát Wikipédia-szócikk ezen változatának fordításán alapul.  Az eredeti cikk szerkesztőit annak laptörténete sorolja fel. Ez a jelzés csupán a megfogalmazás eredetét és a szerzői jogokat jelzi, nem szolgál a cikkben szereplő információk forrásmegjelöléseként.